# Io sono - Storie di schiavitù
Io sono - Storie di schiavitù è un documentario del 2011 diretto da Barbara Cupisti. Prodotto da Faro Film in collaborazione con Rai Cinema, con il patrocinio di Amnesty International, è stato presentato alla 68ª Mostra internazionale d'arte cinematografica di Venezia.